# امپلیر
امپلیر (به فرانسوی: Amplier) یک کمون در فرانسه است که در پا-دو-کاله واقع شده‌ است.

## خصوصیات
امپلیر ۸٫۷۱ کیلومترمربع مساحت و ۳۰۶ نفر جمعیت دارد و ۶۶ متر بالاتر از سطح دریا واقع شده‌ است.